# Шенівес (Нью-Йорк)
Шенівес (англ. Schenevus) — переписна місцевість (CDP) в США, в окрузі Отсего штату Нью-Йорк. Населення — 494 особи (2020).

## Географія
Шенівес розташований за координатами 42°32′59″ пн. ш. 74°49′37″ зх. д. / 42.54972° пн. ш. 74.82694° зх. д. (42.549673, -74.826932).  За даними Бюро перепису населення США в 2010 році переписна місцевість мала площу 2,66 км², уся площа — суходіл.

## Демографія
Згідно з переписом 2010 року, у переписній місцевості мешкала 551 особа в 240 домогосподарствах у складі 135 родин. Густота населення становила 207 осіб/км².  Було 287 помешкань (108/км²).
Расовий склад населення:
| - 97,1 % — білих - 1,3 % — чорних або афроамериканців - 0,2 % — азіатів |

До двох чи більше рас належало 1,5 %. Частка іспаномовних становила 1,8 % від усіх жителів.
За віковим діапазоном населення розподілялося таким чином: 24,0 % — особи молодші 18 років, 56,0 % — особи у віці 18—64 років, 20,0 % — особи у віці 65 років та старші. Медіана віку мешканця становила 43,8 року. На 100 осіб жіночої статі у переписній місцевості припадало 88,7 чоловіків;  на 100 жінок у віці від 18 років та старших — 84,6 чоловіків також старших 18 років.
Медіана доходів становила 35 852 долари для чоловіків та 26 250 доларів для жінок. За межею бідності перебувало 15,1 % осіб, у тому числі 11,8 % дітей у віці до 18 років та 8,9 % осіб у віці 65 років та старших.
Цивільне працевлаштоване населення становило 320 осіб. Основні галузі зайнятості: освіта, охорона здоров'я та соціальна допомога — 46,3 %, мистецтво, розваги та відпочинок — 16,6 %, будівництво — 10,3 %, транспорт — 9,1 %.